# باتريك إيكينغ
باتريك كلود إيكينغ إيكينغ (بالفرنسية: Patrick Claude Ekeng Ekeng)‏ ‏(26 مارس 1990 – 6 مايو 2016) كان لاعب كرة قدم كاميروني لعب مؤخراً لصالح نادي دينامو بوخارست.

## وفاته
توفي إيكينغ عن عمر ناهز 26 عاماً مساء يوم الجمعة 6 مايو 2016، بنوبة قلبية بعد لحظات من نزوله إلى الملعب مع دينامو بوخارست الروماني في مباراة ضمن الدوري الروماني.

## روابط خارجية
- باتريك إيكينغ على موقع قاعدة بيانات كرة القدم.إي يو (الإنجليزية)
- باتريك إيكينغ على موقع ناشيونال فوتبول تيمز (الإنجليزية)
- باتريك إيكينغ على موقع Soccerway.com (الإنجليزية)
- باتريك إيكينغ على موقع عالم كرة القدم.نت (الإنجليزية)
- باتريك إيكينغ على موقع AS.com (الإسبانية)
- صفحة اللاعب على World Football
- صفحة اللاعب على سوكرواي
- صفحة اللاعب على SO Foot